# Papaipema astuta
Papaipema astuta är en fjärilsart som beskrevs av Bird 1907. Papaipema astuta ingår i släktet Papaipema och familjen nattflyn. Inga underarter finns listade i Catalogue of Life.